# Shelley Andrews
Shelley Andrews (* 24. Juni 1953 in Victoria, British Columbia) ist eine ehemalige kanadische Hockeyspielerin, die mit der kanadischen Hockeynationalmannschaft 1983 Weltmeisterschaftszweite und 1986 Weltmeisterschaftsdritte war.

## Sportliche Karriere
Shelley Andrews war in über 100 Länderspielen die Organisatorin der Deckungsreihe in der kanadischen Nationalmannschaft.
Den größten Erfolg erreichte die kanadische Nationalmannschaft bei der Weltmeisterschaft 1983 in Kuala Lumpur. Sie gewannen ihre Vorrundengruppe vor der deutschen Mannschaft und bezwangen im Halbfinale die Australierinnen im Siebenmeterschießen. Im Finale unterlagen die Kanadierinnen den Niederländerinnen mit 2:4.
Bei den Olympischen Spielen 1984 in Los Angeles traten sechs Mannschaften an, die in der Gruppenphase gegen jede andere Mannschaft spielten. Es siegten die Niederländerinnen vor den Deutschen. Dahinter lagen die Mannschaft der Vereinigten Staaten, die Australierinnen und die Kanadierinnen punktgleich. Während die Kanadierinnen ein negatives Torverhältnis hatten, lagen auch hier das US-Team und die Australierinnen gleichauf. Die beiden Teams trugen deshalb 15 Minuten nach dem Ende des letzten Spiels ein Siebenmeterschießen um die Bronzemedaille aus, das die Amerikanerinnen mit 10:5 gewannen.
1986 bei der Weltmeisterschaft in Amstelveen belegten die Kanadierinnen in der Vorrunde den zweiten Platz hinter den Niederländerinnen. Im Halbfinale unterlagen sie den deutschen Damen mit 1:4. Das Spiel um den dritten Platz gegen die Neuseeländerinnen entschieden die Kanadierinnen nach Verlängerung mit 3:2 für sich.
1975 war Shelley Andrews Athlete of the Year der University of British Columbia. 1999 wurde sie in die Greater Victoria Sports Hall of Fame aufgenommen.